# Астроекологія
Астроекологія — наукова дисципліна, яка вивчає взаємодії живих організмів і їх угруповань між собою і з ресурсами в умовах навколишнього космосу.

## Загальні відомості
Астроекологія, як термін, з'явилася в описі досліджень можливостей метеоритної речовини, в якості ресурсу того, що підтримує життя і, зокрема, ґрунти для рослин. Однією з перших подібних робіт були експерименти, які проводилися з початку 2000-х років Майклом Маутнером(англ. Michael N. Mautner), професором хімії Університету Співдружності Віргінії. Він вирощував спаржу в ґрунті, що складався з перемелених метеоритів, тобто матеріалу, отриманого з космосу. Результати показали, що ця речовина при зволоженні і в атмосфері Землі, цілком забезпечує життєздатність рослин.
Серед питань, досліджуваних астроекологією, до основних можуть бути віднесені такі:
- Чи існувало у минулому екотопи, які б сприяли виникненню і розвитку мікроорганізмів?
- Яка імовірність зародження життя в сприятливому середовищі?
- Яка імовірність існування позаземного життя?
- Чи існують у космосі умови для забезпечення життя і якщо так, то для якого його об'єму?
- Чи можливе перенесення життя в космосі (панспермія), і яку роль в цьому може зіграти людство?
- Яка роль життя з точки зору космології?

## Предмет вивчення
Астроекологія вивчає взаємодію біоти з умовами навколишнього космосу. Її предметом є ресурси для життя на планетах, астероїдах і кометах, навколо різних зірок, в галактиках, і в цілому у Всесвіті. Результати досліджень дозволяють оцінити перспективи життя, від планет до галактик в космологічних часових масштабах.
Серед фізичних чинників, що розглядаються астроекологією, є: доступна організмам енергія, мікрогравітація, радіація, тиск, температура тощо. Також вивчаються можливі шляхи поширення життя в космічному середовищі, у тому числі, природна і спрямована панспермія.
Крім того, астроекологія вивчає можливі мотиви космічної експансії людства.

## Деякі кількісні оцінки
Кількісний аналіз вмісту в метеоритах і астероїдах сонячної системи важливих для рослинного життя речовин, таких як вуглець, азот, фосфор, калій, виявив можливість створення на їх основі істотного об'єму біомаси. Наприклад, тільки в так званих астероїдах класу С сумарна маса подібних речовин приблизно оцінюється в 1022 кг, а результати лабораторних досліджень дозволяють припустити, що біомаса, створена з їх допомогою, може досягати близько 6—1020 кг, що в 100 000 разів більше усієї біомаси на Землі нині.

### Ресурси Інтернету
- Astro-Ecology / Science of expanding life in space [Архівовано 6 липня 2017 у Wayback Machine.]
- AstroEthics / Ethics of expanding life in space [Архівовано 23 жовтня 2013 у Wayback Machine.]
- Panspermia-Society / Science and ethics of expanding life in space [Архівовано 19 січня 2021 у Wayback Machine.]